# Messier 103
Messier 103 (também conhecido como M103 ou NGC 581) é um aglomerado estelar aberto na constelação de Cassiopeia. Foi descoberto por Pierre Méchain em 1781, e foi o último objeto do catálogo Messier a ser catalogado por Charles Messier.

## Descoberta e visualização
O aglomerado aberto é uma das últimas entradas do catálogo de objetos do céu profundo do astrônomo francês Charles Messier. Foi descoberto pelo seu assistente, Pierre Méchain, em 1781, mas foi incluído no catálogo sem a devida verificação por parte de Messier, pois o astrônomo tinha a intenção de publicar seu catálogo no anuário francês Connaissance des temps e a data limite para a inclusão de trabalhos estava se aproximando.
Bons binóculos com magnificação acima de 10 x 40 podem resolver o aglomerado como uma mancha nebulosa. Entretanto, em telescópios amadores, sua localização pode não ser bem definida, pois o objeto tem uma baixa densidade estelar e pode ser confundido com outros aglomerados em seu torno.

## Características

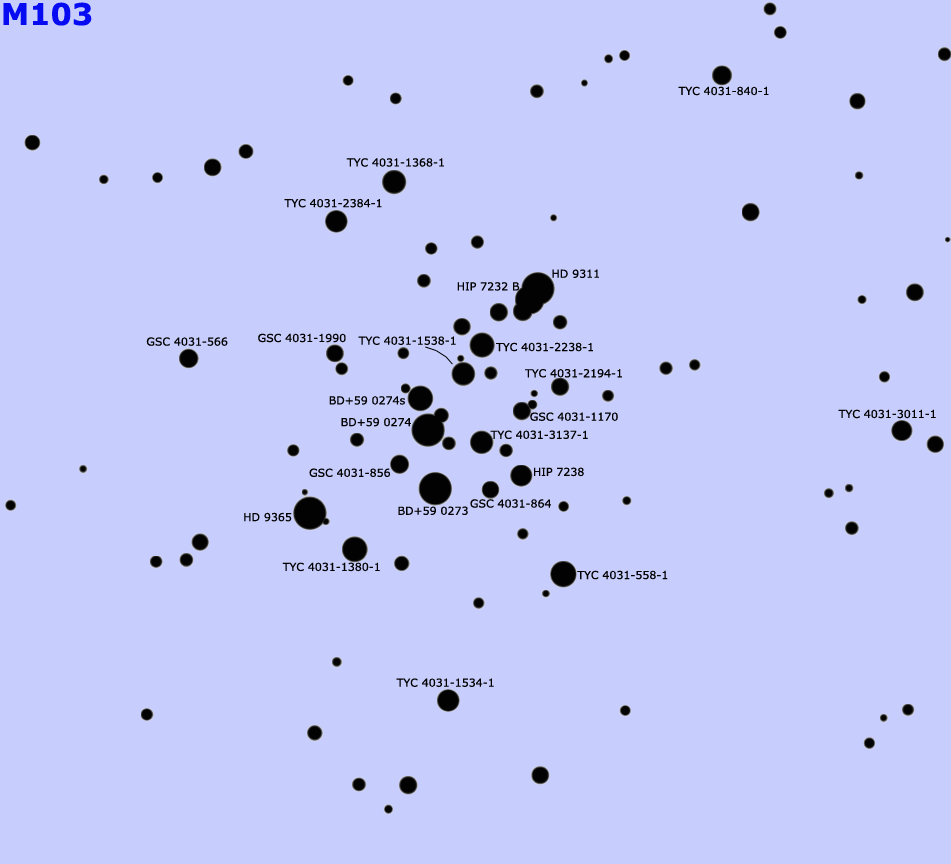
Mapa celeste detalhado de Messier 103

Segundo a classificação de aglomerados abertos de Robert Julius Trumpler, Messier 103 é um aglomerado pertencente à classe II,2,m, onde a classe I refere-se aos aglomerados mais densos e a classe IV aos menos densos; a classe 1 aos aglomerados com pouca diferença de brilho entre seus componentes e a classe 3 aos que tem grande diferença de brilho; e a classe p aos aglomerados pobres em estrelas, m para aglomerados com a quantidade de estrelas dentro da média e r para os ricos em estrelas. Contudo, o aglomerado pertence à classe III,2,p de acordo com o Sky Catalogue 2000.0 e à classe II,2,m, segundo Woldemar Götz. Harlow Shapley chegou a duvidar da existência física do aglomerado e afirmou que o sistema não passava de um asterismo. Entretanto, é consenso na comunidade astronômica que M103 é de fato um aglomerado estelar gravitacionalmente ligado, pois não há velocidade relativa entre suas estrelas.
De acordo com Åke Wallenquist, o aglomerado contém 40 estrelas, embora as estimativas mais recentes, segundo Archinal e Hynes, sejam de 172 estrelas. É um dos mais distantes aglomerados abertos encontrados no catalogo de objetos do céu profundo de Charles Messier, situado entre a 8 000 a 9 000 anos-luz em relação à Terra; a incerteza em relação às estimativas de sua distância devem-se à presença de matéria interestelar entre o aglomerado e o Sistema Solar.
Suas estrelas mais brilhantes são uma supergigante pertencente à classe espectral B5 Ib, de magnitude aparente 10,5, e uma estrela gigante de classe espectral M6 III, de magnitude aparente 10,8. Em geral, as estrelas da sequência principal do aglomerado têm uma idade média de 25 milhões de anos, de acordo com Georges Meynet.
Seu diâmetro aparente de 6 minutos de grau corresponmde a um diâmetro real de 15 anos-luz. Está se aproximando radialmente da Terra a uma velocidade de 37 km/s. É fácil de visualizá-lo, mesmo em binóculos com magnificação 10 x 40. Sua observação é dificultosa em telescópios amadores devido à sua baixa densidade estelar e pode ser confundida facilmente com outros aglomerados abertos em sua vizinhança no céu noturno.